# فسفیت استر

فرمول کلی یک فسفیت استر

فسفیت استرها(به انگلیسی: Phosphite ester) دسته‌ای از ترکیبات شیمیایی حاوی فسفر هستند که دارای فرمول کلی P(OR)3 باشند. این ترکیبات را می‌توان استرهای مختلف فسفورو اسید( H3PO3) دانست. تری‌متیل فسفیت ساده‌ترین فسفیت استر شناخته شده‌است.
این ترکیبات را می‌توان از واکنش فسفر تری‌برمید یا فسفر تری‌کلرید با یک الکل یا آمین نوع سوم، تولید کرد.